# Banyuanyar Lor
Banyuanyar Lor is een bestuurslaag in het regentschap Probolinggo van de provincie Oost-Java, Indonesië. Banyuanyar Lor telt 2732 inwoners (volkstelling 2010).